# قرة جنغل
قرة جنغل (بالفارسية: قره جنگل) هي قرية تقع في قسم بيزكي الريفي (مقاطعة تشناران) في إيران. يقدر عدد سكانها بـ 480 نسمة .